# Hein de Bruin
Hein de Bruin (IJlst, 22 maart 1899 - Amsterdam, 10 juni 1947) was een Nederlands dichter en prozaschrijver.

## Biografie
Hein de Bruin werd op 22 maart 1899 in IJlst, Friesland geboren. Hij was het enige kind van de scheepsmakersbaas Gerben de Bruin en Antje Bijlsma. Na een korte periode in Essen, Duitsland, verhuisde de familie naar Enkhuizen, waar zijn ouders een boekwinkel annex sigarenhandel dreven. De Bruin doorliep de lagere school en mogelijk de middelbare school. Hij wilde naar de kweekschool, maar zijn vader verbood dit omdat deze geen brood in het beroep van leraar zag. Hij ging naar kantoor bij zaadhandel Sluis en Groot waar hij bevriend raakte met Harmen van der Leek, die in 1923 een van de oprichters van Opwaartsche Wegen zou zijn.
In 1920 ging hij werken bij de Incassobank in Amsterdam en in datzelfde jaar trouwde hij met Trijntje Neij. De Bruin zakte voor de akte middelbaar Duits en raakte daarna overspannen. In de tweede helft van de jaren twintig ontwikkelde hij zijn schrijverschap. Vanaf 1927 publiceerde hij columnachtige stukjes en proza in het blad "Stuwing". Sinds 1928 publiceerde hij in "Opwaartsche Wegen" en andere tijdschriften van protestantse aard. Begin jaren dertig kwam zijn literaire leven op gang en trad hij toe tot de redactie van "Opwaartsche Wegen" en breidden zijn contacten zich uit naar Jan H. de Groot, Henk van Randwijk, Gerrit Kamphuis, W.A.P. Smit, P.J. Risseeuw en Klaas Hanzen Heeroma. Tegelijkertijd kwam hij in contact met de gereformeerde kringen van het "Hersteld Verband" waarbij onder andere ds Jan Buskes, Evert Smelik en Fedde Schurer aangesloten waren, en tussen wie hij zich thuis voelde. 
In 1932 verscheen zijn eerste dichtbundel "Het ingekimde land", in 1934 zijn roman "Wat blijft". In die tijd schreef hij novellen, gedichten en kritisch proza. In 1936 trad hij toe de redactie van het tijdschrift "De Werkplaats", opgericht door onder meer W.A.P. Smit en K.H. Heeroma en dat in 1938 alweer fuseerde met "Elkerlyc" dat een jaar later opgeheven werd. Van 1939 tot de opheffing van het blad in 1940 was De Bruin weer redacteur van "Opwaartsche wegen". In 1939 en 1940 zocht hij tevergeefs naar een uitgever van zijn tweede roman "Verborgen omgang". In 1941 verschenen zijn gedichtenbundel "Hernieuwd denken" en zijn novelle "'t Rad der geboorte". In diezelfde tijd werkte hij mee aan het vertalen van verzameld werk van Dickens voor uitgeverij Het Spectrum en in 1942 en 1943 aan de vertaling van Dickens' "Great expectations". In 1943 schreef hij het verhaal "Van kracht tot kracht" en zijn sonnettencyclus "De brief". Begin 1943 volgde zijn herdichting van het boek "Job". In 1944 en 1945 schreef hij het bijbels drama "Paulus in Efeze" en in 1945 verscheen zijn laatste bundel met losse gedichten, "Ebben en ivoor". In 1946 vertaalde hij Shelleys gedicht "Juliaan en Maddalo" en vertaalde hij "De grote scheiding" van C.S Lewis.
In 1946 zag De Bruin kans om van baan te veranderen en kon hij terecht bij het Nationaal Instituut waarvan prins Bernhard voorzitter was. De Bruin kwam in dienst als hoofd van de afdeling Pers en Publiciteit en zat tevens in de redactie van het jeugdblad Met vlag en wimpel. Toen het Nationaal Instituut werd opgeheven, raakte hij in een depressie. Op 10 juni 1947 werd zijn lichaam gevonden op de zolder van zijn woning in Amsterdam. Hij was om het leven gekomen door verhanging (zelfmoord).